# Palácio de Sans-Souci
O Palácio de Sans-Souci é um palácio localizado no Parque Nacional Histórico, em Milot, no Departamento do Norte (Haiti). Fica vinte quilômetros ao sul de Cabo Haitiano. Foi a residência de Henri Cristophe, o autoproclamado rei do reino do Haiti. O palácio foi terminado em 1813 e foi-lhe posto o nome do palácio de Frederico o Grande em Potsdam, o Sanssouci. O palácio foi destruído por um terramoto em 1842. Foi declarado Património Mundial da Unesco em 1982, juntamente com o resto do Parque Nacional Histórico.

## História
Sans-Souci foi o mais importante dos nove palácios construídos pelo rei, que também construiu quinzes castelos, numerosos fortes e várias casas de veraneio em suas vinte fazendas. Traduzido do francês, Sans-Souci significa "sem preocupação". Antes da construção do palácio, Milot era uma fazenda francesa que Christophe administrou por algum tempo durante a Revolução Haitiana.
Muitos dos contemporâneos de Henri Christophe destacaram sua crueldade. Não se sabe quantos trabalhadores morreram durante a construção do palácio.O palácio, assim como suas dependências, foi construído a partir de 1810, sob as ordens do general Henri Cristophe, um dos heróis da guerra de independência haitiana. Henri se autoproclamou rei da metade norte do atual Haiti com o nome de Henri I em março de 1811. A capital do reino era Cabo Haitiano, que foi renomeada Cabo Henri. Os trabalhos foram concluídos em 1813. Além da estrutura principal, foram construídos uma capela com uma grande cúpula e vários anexosː caserna, hospital, ministérios, gráfica, casa da moeda, escola, academia de arte, fazenda etc.
Henri, sua esposa (rainha Marie-Louise) e seus filhos (entre os quais, Victor-Henry Christophe) habitaram o palácio, assim como seus criados, conselheiros e ministros, até 18 de outubro de 1820, data do início do fim do reino do Haiti.
Durante o reinado de Henri Christophe, o palácio foi palco de opulentas festas. Ele tinha jardins imensos e fontes artificiais. No seu auge, seu esplendor foi notado por muitos visitantes estrangeiros. Um médico estadunidense destacou que ele tinha a "reputação de ter sido um dos mais magníficos edifícios das Índias Ocidentais".
A magnificência do palácio era parte do plano de Henri de demonstrar, principalmente perante europeus e estadunidenses, a capacidade da raça negra. Pompée Valentin Vastey, conselheiro de Henri, disse que o palácio e sua igreja anexa, que haviam sido "erguidos por descendentes de africanos, mostram que não perdemos o gosto arquitetônico e o gênio de nossos ancestrais, que cobriram a Etiópia, Egito, Cartago e a velha Espanha com seus magníficos monumentos". Entretanto, o reinado de Henri se baseou principalmente em sinais de prestígio das monarquias europeias. Ele estabeleceu uma nobreza hereditária, com brasões e vestes cerimoniais.    
Perto do palácio, existe uma fortaleza no alto de uma montanhaː a Citadelle Laferrière, construída por ordem de Henri para repelir uma possível invasão francesa. 
Enfraquecido por causa de um acidente vascular cerebral, Henri cometeu suicídio no palácio em 8 de outubro de 1820. De acordo com a lenda, Henri se suicidou com o disparo de uma bala de prata ou de ouro. Seu corpo foi enterrado na Citadelle.
Seu filho e sucessor, Jacques-Victor Henry, morreu perfurado por uma baioneta pela ação de revolucionários em 18 de outubro de 1820. 
Em 1842, um terremoto destruiu considerável parte do palácio e devastou a cidade de Cabo Haitiano. O palácio nunca foi reconstruído. Antes de sua destruição, o palácio era considerado por muitos como o equivalente caribenho do Palácio de Versalhes.
Em 1982, o palácio foi declarado "patrimônio mundial" pela Organização das Nações Unidas para a Educação, a Ciência e a Cultura. No entanto, o palácio é pouco visitado por estrangeiros devido à instabilidade política e social do país.

## Etimologia
O palácio tem o mesmo nome de um importante líder revolucionário haitiano, Jean-Baptiste Sans Souci. Ele era um escravo africano que pode ter retirado seu nome de um bairro perto da paróquia de Grande Rivière onde ele primeiro liderou tropas de guerrilha contra os franceses em 1791. Quando Henri e outros líderes iniciaram o movimento contra os franceses, eles pediram que Sans Souci se juntasse a eles. Sans Souci recusou. Dez anos antes da construção do palácio, o futuro rei Henri enviou uma mensagem conciliatória a Sans Souci, pedindo-lhe que o encontrasse num local adjacente ao terreno do futuro palácio. Quando Sans Souci chegou, os guardas de Henri mataram, com baionetas, Sans Souci e sua guarda pessoal.
Alguns acadêmicos sugerem que o palácio foi inspirado no palácio homônimo do rei prussiano Frederico, o Grande, em Potsdam, símbolo do iluminismo europeu. Outros argumentam que a arquitetura do palácio foi inspirada no castelo da Malgrange, perto de Nancy.